# Церква Воздвиження (Козинці)
Це́рква Воздви́ження (це́рква Здви́ження) — православний храм на честь воздвиження у селі Козинцях Вінницької області.
Церква збудована близько 1730 року. 
Нова церква Здвиження збудована у 1877 році замість старої церкви, що зруйнувалася.

## Джерело
- Церква Воздвиження у Козинцях на www.pslava.info [Архівовано 3 жовтня 2021 у Wayback Machine.]